# Tyłowaj
Tyłowaj (ros. Тыловай) – wieś (sieło) w Rosji, w Udmurcji, w rejonie jarskim. W 2021 liczyła 388 mieszkańców.